# 凱利冰原島峰
77°17′S 141°44′W / 77.283°S 141.733°W
凱利冰原島峰（英語：Kelly Nunataks）是南極洲的冰原島峰，位於瑪麗伯德地，屬於福特山脈中克拉克山脈的一部分，美國地質調查局根據測量和該國海軍的空中照片繪入地圖，現時由南極條約體系管理。